# CH-DVD
CH-DVD (англ. China High Definition DVD) — формат DVD высокой ёмкости, анонсированный в сентябре 2007 г. Национальным инженерно-исследовательским центром оптической памяти (Optical Memory National Engineering Research Center (OMNERC)) университета Tsinghua University, Китай.
Первые устройства чтения CH-DVD появились в 2008 году. Эти диски по своим техническим параметрам были схожи с форматом дисков HD DVD. Главным отличительным достоинством формата CH-DVD от Blu-Ray и HD DVD должен был стать арсенал новейших китайских технологий, включавший защиту от копирования, специальные кодеки и другие новации.
Компания Shanghai United Optical Disc даже построила фабрику по производству подобных дисков. Этому шагу существует простое объяснение: преобразовать имевшиеся в наличии DVD-линии в линии CBHD было достаточно просто и дешево, несравнимо дешевле, чем покупка и инсталляция Blu-Ray линий.
Однако на практике эти начинания не увенчались успехом: почти два года несколько китайских компаний пытались безуспешно поднять на нужный уровень производство CH-DVD дисков. Формат CH-DVD проявил полную неспособность конкурировать с Blu-ray  и HD DVD не только на территории Европы и США, но и в самом Китае. Уже в 2009 году было прекращено производство формата дисков CH-DVD.